# 日本航空オークランド空港緊急着陸事故
日本航空オークランド空港緊急着陸事故（にほんこうくう オークランド くうこう きんきゅう ちゃくりく じこ）は、1965年12月25日に発生した航空事故である。
サンフランシスコ国際空港から東京国際空港へ向かっていた日本航空813便（ダグラス DC-8-33）の第1エンジンが離陸直後に爆発した。パイロットは対岸のオークランド国際空港に緊急着陸を行い、乗員乗客41人は全員無事だった。

## 飛行の詳細

### 事故機
事故機のダグラス DC-8-33（JA8006）は、1961年5月2日に製造番号45626として製造された。13,423時間の飛行経験があり、直近の検査以降に21.5時間を飛行していた。搭載されていたジェットエンジンはプラット・アンド・ホイットニー社製のJT4A-9エンジンだった。
爆発した第1エンジンは1965年8月に日本航空の東京工場でオーバーホールされたもので、11月20日にJA8006に搭載され、12月24日に運用に復帰した。オーバーホールでは低圧コンプレッサーのトルクリングに疲労亀裂が見つかったため、リングが交換されていた。

### 乗員乗客
機長は40歳の日本人男性で、DC-8のほかにコンベア880、ダグラス DC-4、ダグラス DC-6、ダグラス DC-7での飛行資格があった。総飛行時間は8,031時間で、DC-8では909時間の経験があった。この時の機長は後に日本航空351便ハイジャック事件にも巻き込まれた。
副操縦士は30歳の日本人男性で、DC-8のほかにダグラス DC-4、ダグラス DC-6、ダグラス DC-7での飛行資格があった。総飛行時間は1,768時間で、DC-8では234時間の経験があった。
航空機関士は41歳のアメリカ人男性で、DC-8のほかにダグラス DC-6、ダグラス DC-7での飛行資格があった。総飛行時間は14,077時間で、DC-8では1,560時間の経験があった。
航空士(航法士)は41歳の日本人男性だった。総飛行時間は7,305時間で、DC-8では2,715時間の経験があった。
813便には31人の乗客が搭乗していたが、このうち4人がデッドヘッドとしてだった。

## 事故の経緯
PSD13時08分、813便はサンフランシスコ国際空港の滑走路01から離陸した。13時11分、4,500フィート (1,400 m)付近を270ノット (500 km/h)で上昇中に第1エンジンが爆発した。機体は激しく振動しながら左へ傾いた。パイロットはすぐにエンジン故障時のチェックリストを実行し、振動は収まった。第1エンジンでは火災が発生していたが、コックピットからエンジンの様子は見えず、火災警報も作動しなかった。そのためパイロットは客室乗務員からの報告によって火災について知った。
エンジンの爆発から1分以内にパイロットはメーデーを宣言し、緊急着陸の許可を要請した。この時点で横方向の制御が困難になっており、油圧量が減少した。
13時16分、機長は左旋回をしてサンフランシスコ国際空港へ戻るのではなく、ほぼ直線的に進入できるオークランド国際空港の滑走路29へ向かうことを決断した。13時20分、813便は滑走路29への着陸に成功した。

## 事故調査

### 機体の損傷
第1エンジンは爆発後に炎上したため、激しく損傷していた。また、爆発により左側の補助翼が半分近く脱落していたほか、飛散した破片により油圧パイプや第2エンジンのパイロンなどが破損した。
調査から、第1エンジンの低圧コンプレッサーのアウター・ケースが粉々になり、エンジンから脱落していたことが判明した。エンジンカウルの前方部も脱落しており、低圧コンプレッサーの段はすべて破損していた。

### 最終報告書

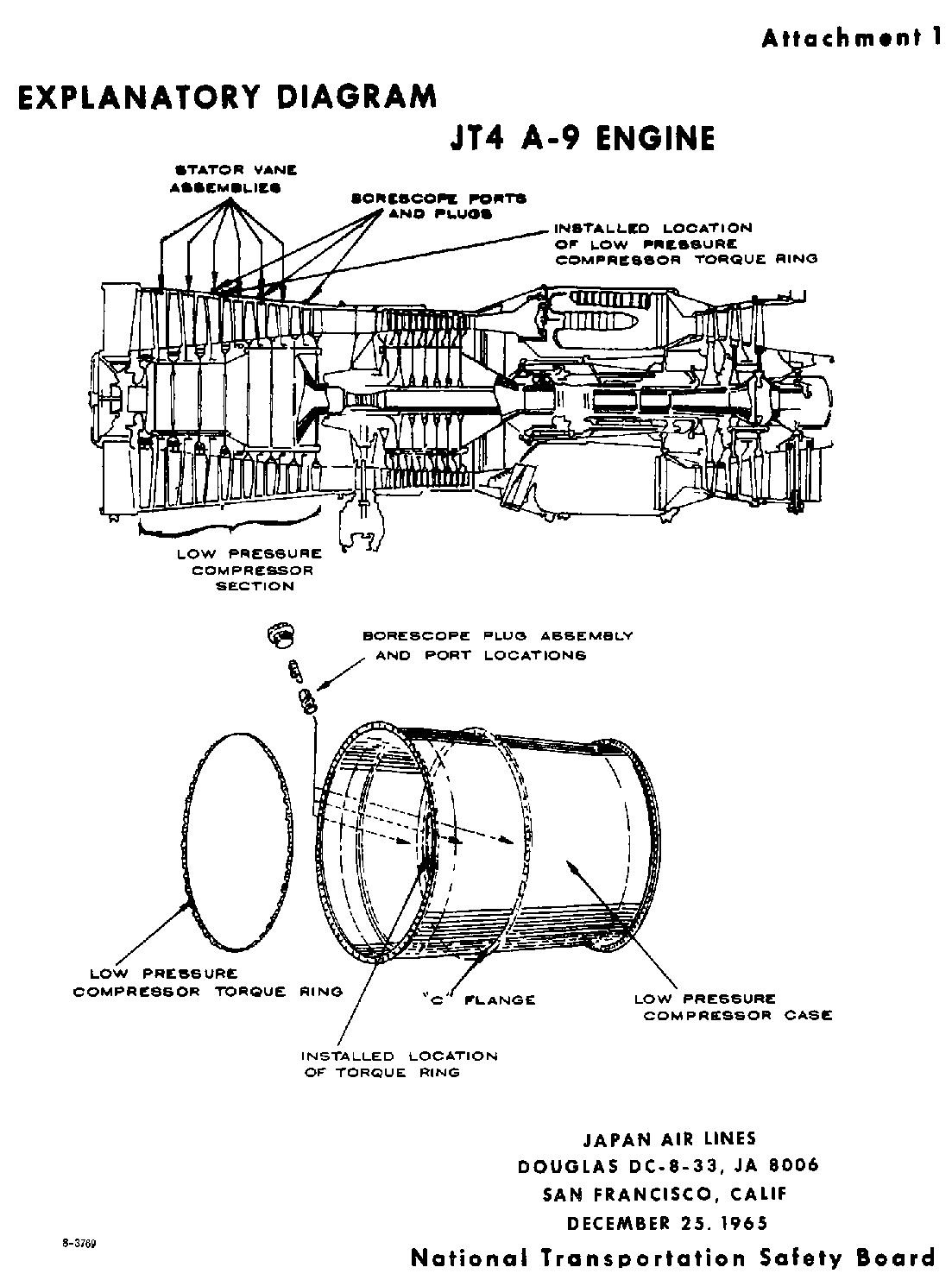
JT4A-9エンジンの構造図

事故調査を行ったNTSBは事故原因をエンジンの点検時及びオーバーホール時に担当者が低圧コンプレッサーのトルクリングを適切に固定できなかったこととした。